# Holloway Road (metropolitana di Londra)
La stazione di Holloway Road è una stazione della linea Piccadilly della metropolitana di Londra.

## Storia
La stazione fu costruita dalla Great Northern, Piccadilly and Brompton Railway, oggi la linea Piccadilly, e aprì il 15 dicembre 1906.  Fu costruita con due pozzi per l'ascensore, ma solo uno fu effettivamente usato allo scopo. Il secondo pozzo fu occupato da una scala mobile a spirale sperimentale, costruita dall'inventore statunitense Jesse Reno. L'esperimento non ebbe successo e non fu mai usato dal pubblico. Negli anni '90 i resti della scala mobile furono estratti dalla base del pozzo. Oggi sono conservati nel deposito del London Transport Museum ad Acton. Dai binari, si può vedere una seconda uscita non più utilizzata. Questa uscita porta al retro dell'ex pozzo.
L'edificio della stazione fu progettato dall'architetto Leslie Green. Dal 17 maggio 1994 è un monumento classificato di grado II.
La stazione fu colpita da una bomba il 14 ottobre 1940, durante la seconda guerra mondiale. Ciò causò la chiusura della linea Piccadilly fra King's Cross e Wood Green fino al 5 dicembre 1940.
La stazione si trova vicino al nuovo Emirates Stadium, il nuovo campo della squadra calcistica dell'Arsenal. Parte degli oneri di urbanizzazione, 5 milioni di sterline, avrebbero dovuto essere spesi per l'espansione dell'attuale stazione in modo da reggere l'aumento del numero dei passeggeri in occasione delle partite. Tuttavia, studi successivi mostrarono che perché la stazione potesse reggere l'aumento di traffico gli ascensori avrebbero dovuto essere sostituiti da scale mobili per un costo di 60 milioni. Di conseguenza i piani di rinnovo furono bloccati ed attualmente in occasione delle partite la stazione è chiusa, o solo per passeggeri in discesa.
All'inizio di luglio 2007 iniziarono i lavori di ammodernamento della stazione, come parte del programma di miglioria delle stazioni 2007-8. La stazione fu chiusa al pubblico nel weekend del 13-14 ottobre ed anche la domenica successiva (21 ottobre), il 27-28 ottobre, il 10-11 ed il 17 novembre. Altre chiusure si ebbero all'inizio del 2008, anche se in questo caso non corrisposero con partite di calcio all'Emirates Stadium.
Le opere di ammodernamento riguardarono l'installazione di un nuovo servizio di attenzione al cliente, la sostituzione dei pannelli informativi obsoleti, ed altri cambi estetici per migliorare l'aspetto e la sicurezza della stazione. In particolare si migliorarono l'illuminazione ed il numero di telecamere a circuito chiuso.

## Galleria d'immagini

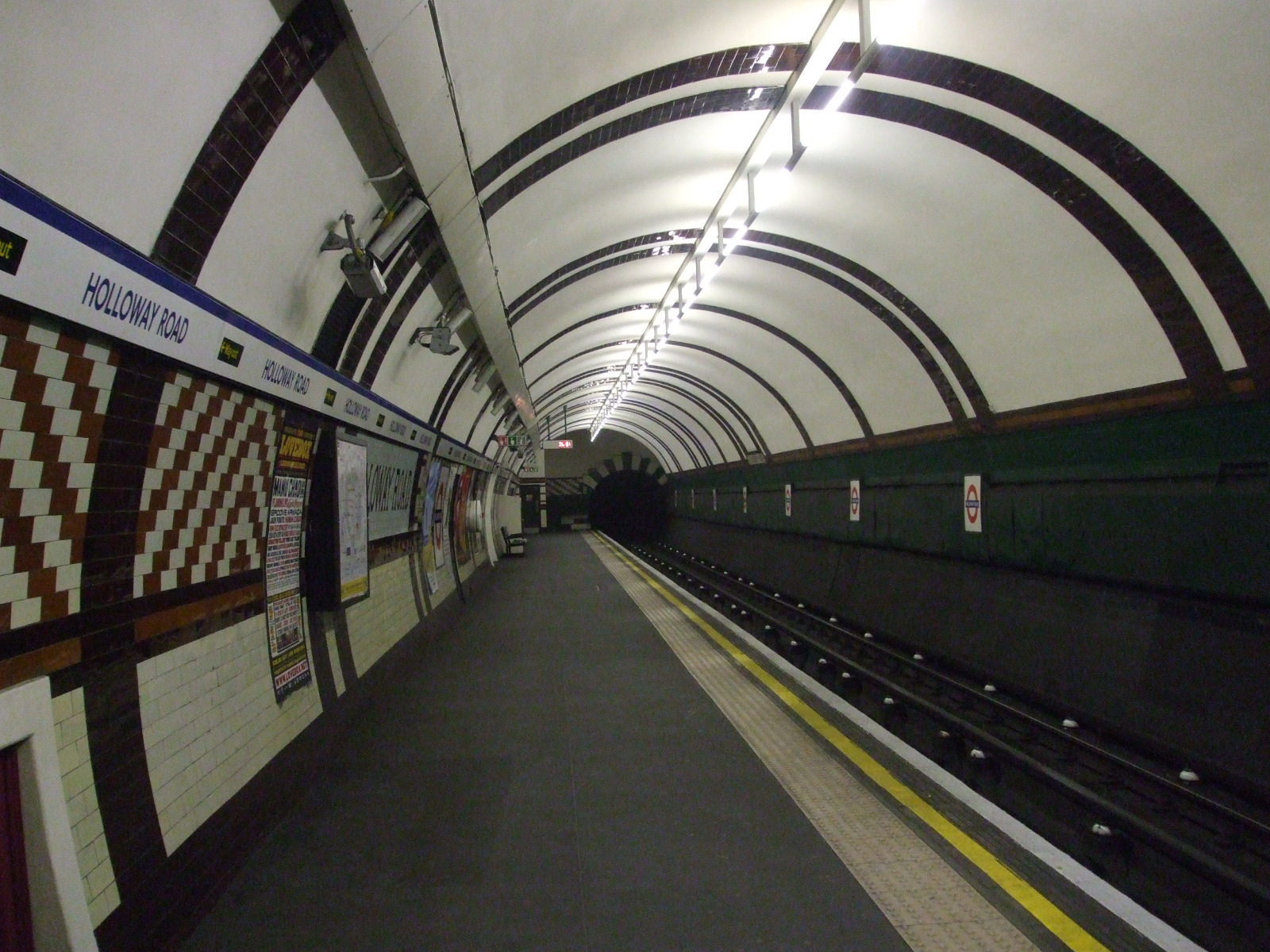
Binario in direzione nord
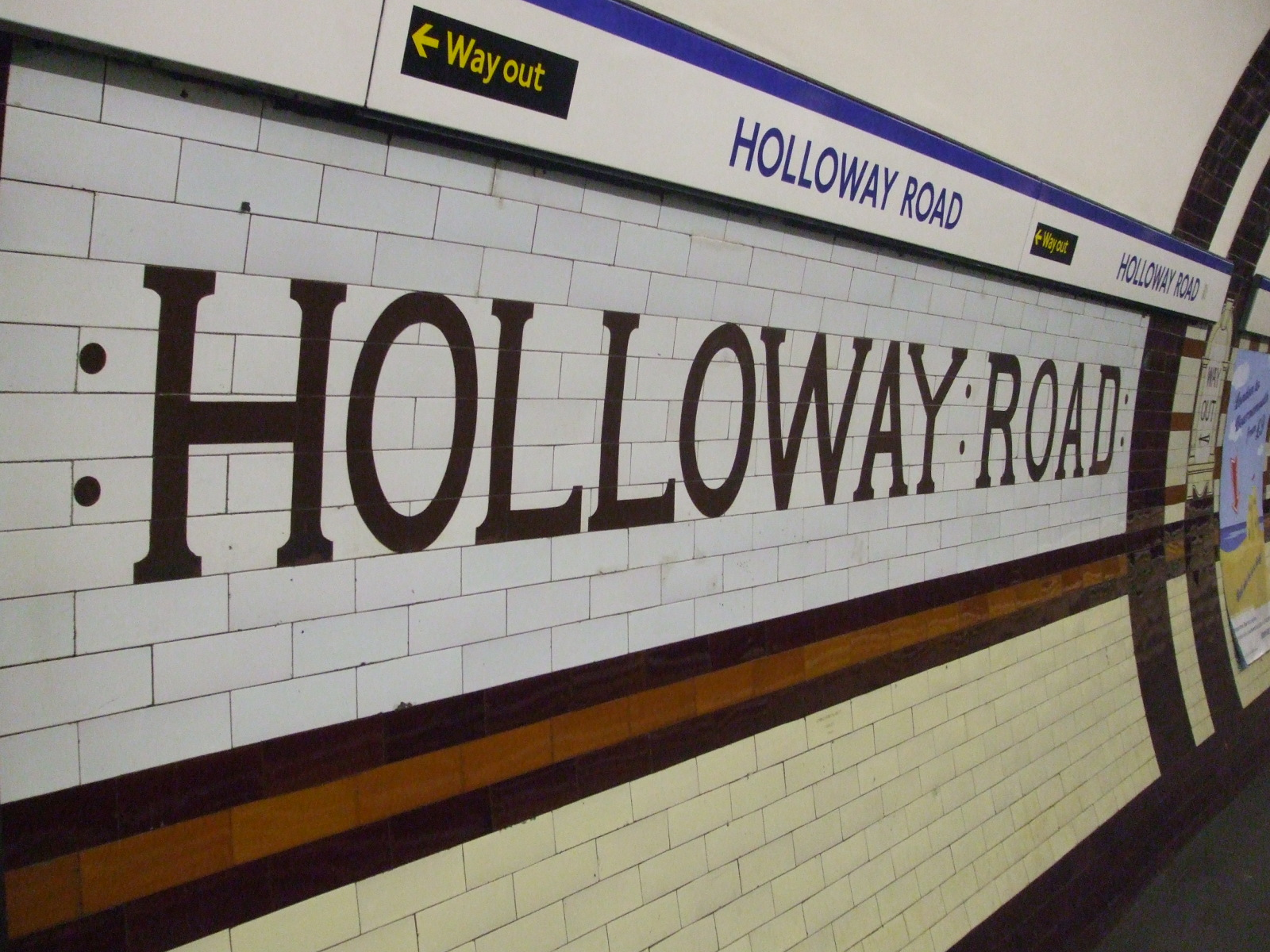
Piastrellatura del binario in direzione nord
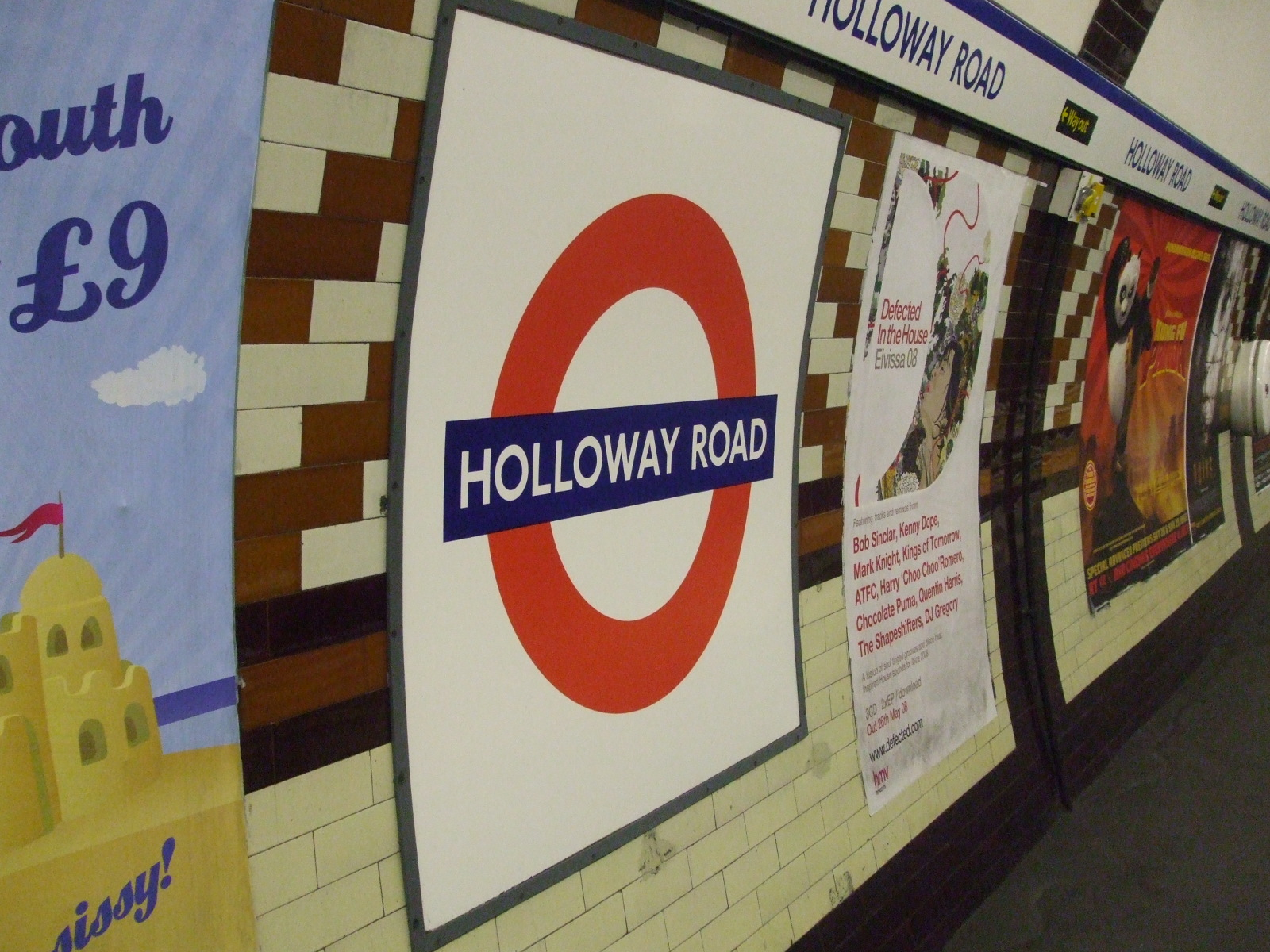
Logo sul binario in direzione nord
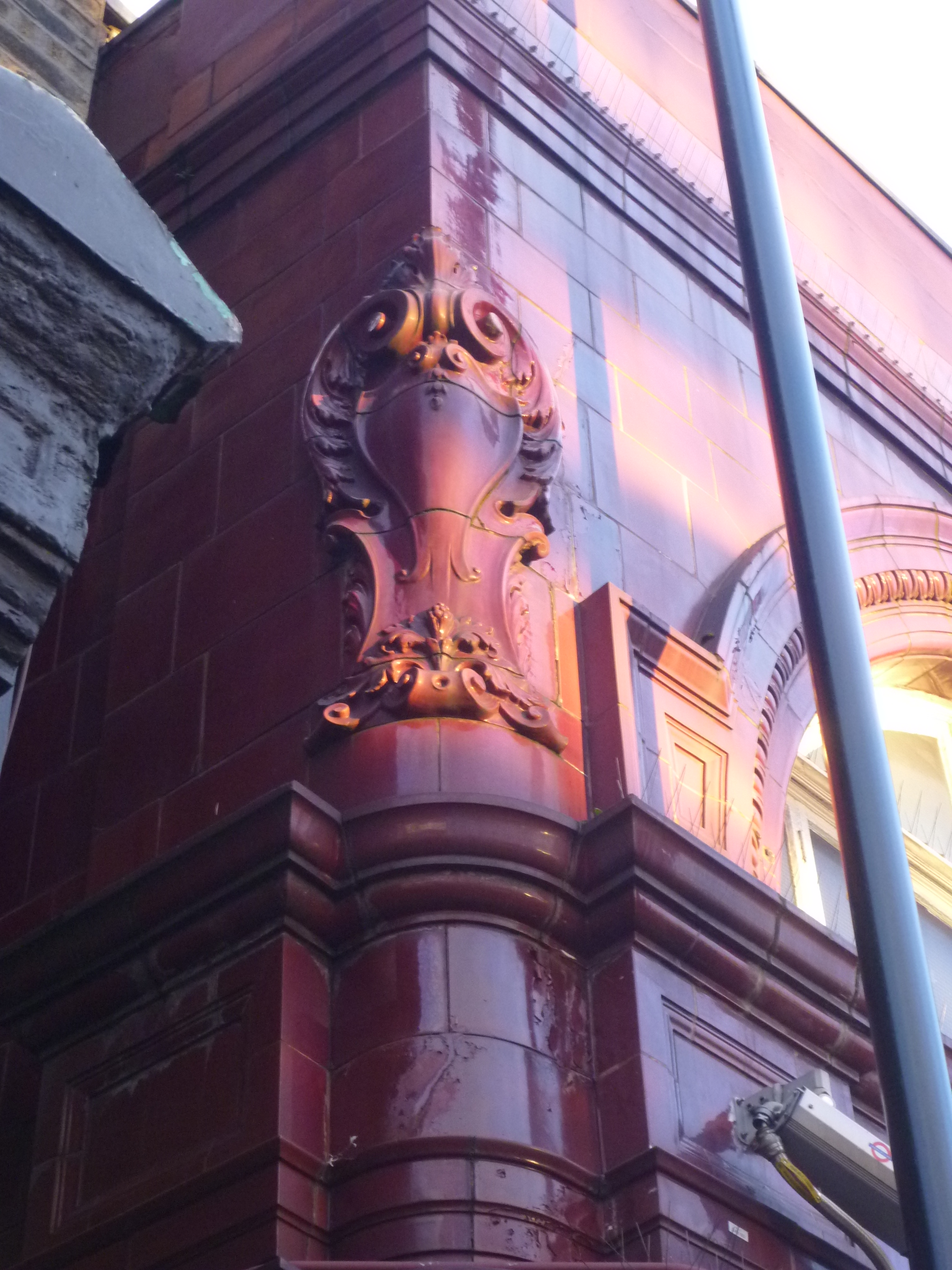
Particolare del fregio sulla facciata